# John Baskerville
John Baskerville (Luton, 28 gennaio 1706 – 8 gennaio 1775) è stato un imprenditore britannico, meglio noto però per la sua attività di tipografo. Fu membro della Royal Society of Arts.

## Biografia
Figlio di John Baskerville (morto nel 1738) e della moglie, Sarah, fu battezzato il 28 gennaio 1707. Oltre ad essere tipografo si fece imprenditore nel campo del japanning e della cartapesta, meglio noto però per la sua attività di tipografo e creatore di caratteri da stampa. Grazie al lavoro svolto con James Whatman, un cartaio, è stato anche l’inventore della carta velina, un tipo di carta molto più sottile di quella vergata, che rendeva i risultati di stampa più nitidi.
Baskerville nacque nel villaggio di Woverley, vicino a Kidderminster in Worcestershire e fu battezzato il 28 gennaio 1706 nella chiesa di Woverly. Baskerville intraprese una carriera come maestro di scrittura ed è noto anche per aver inciso delle tombe (un esempio di una sua lastra è conservata nella Libreria di Birmingham), prima di avere successo nel japanning, cioè la laccatura di oggetti sullo stile orientale.
Baskerville si trasferì a Birmingham per lavorare come maestro di scrittura ed incisore di lastre tombali nel 1726 o nel 1728 e alcuni autori che oggi studiano il suo personaggio sono convinti che questo lavoro da calligrafo influenzò pesantemente il suo stile da tipografo: i suoi caratteri a stampa rifletterebbero, infatti, alcuni tratti della bella scrittura a penna che lui insegnava e praticava. Baskerville continuò a cimentarsi con il japanning anche dopo aver iniziato la carriera da tipografo e proprio da questo trasse i finanziamenti per la sua attività. Nessuna delle sue produzioni però è stata rinvenuta. La parola japanning ha origine nel VII secolo e Baskerville iniziò a cimentarsi in questa impresa nel 1738 o 1739 e abbiamo testimonianza di un brevetto da lui richiesto nel 1742. Grazie ai guadagni ottenuti dai suoi vari progetti nel 1747 riuscì a comprare otto ettari di terreno vicino a Birmingham, dove costruì i suoi laboratori e la casa di Easy Hill.
Si formò poi come stampatore a Birmingham, in Inghilterra, dove fu membro della Royal Society of Arts e amico di alcuni membri della Lunar Society.
Baskerville guidò il suo incisore, Jhon Handy, nella creazione di diversi caratteri tipografici abbastanza simili fra di loro. Benjamin Franklin, fra le altre cose tipografo, ammirava molto i suoi caratteri che, però, erano criticati dalla concorrenza di tipografi invidiosi e per questo vennero presto messi da parte. Baskerville si cimentò anche in uno stile tipografico completamente nuovo in cui aggiungeva ampi margini e spazio fra una riga e l’altra.
Nel 1757 Baskerville pubblicò un’edizione in quarto degna di nota di Virgilio stampata per la prima volta su carta velina usando i suoi caratteri. Ci mise tre anni a portare a termine il lavoro ma ebbe un tale impatto che Baskerville venne nominato stampatore dell’Università di Cambridge solo l’anno seguente. Nonostante fosse ateo pubblicò anche The Book of Common Prayer nel 1762 e una splendida Bibbia in folio nel 1763.
Nel corso della sua attività creò alcuni nuovi caratteri di stampa. Spariti nel XIX secolo, all'inizio del XX secolo le matrici furono rinvenute in una tipografia parigina e nuovamente utilizzate per la stampa. Da versioni dei caratteri Baskerville furono ricavati i sistemi monotype e linotype. Le matrici originali si trovano in Francia, in un deposito della Imprimerie Nationale a Parigi.
Dopo la sua morte, nel 1775, sua moglie Sarah continuò a portare avanti il lavoro nella tipografia di Baskerville per quattro anni, poi vendette tutti i materiali a Pierre Augustin Caron de Beaumarchais. Lui usò tutte le sue attrezzature per stampare l’opera completa di Voltaire nel continente.
A Baskerville si devono anche importanti innovazioni nella tecnica di stampa e nella produzione di inchiostri.

## Morte e sepoltura
Baskerville morì nel Gennaio del 1775 nella sua casa, Easy Hill, e chiese che il suo corpo fosse sepolto
In un edificio conico all’interno dei miei locali fino ad ora usato come un mulino, che ho recentemente innalzato e dipinto con una volta preparata a questo fine. Questo a molti potrà sembrare un capriccio e forse è così, ma è un capriccio che ho deciso di soddisfare da molti anni, siccome provo un profondo disprezzo per ogni superstizione, fra cui la terra consacrata, le barbarie irlandesi e alcune continue speranze. Considero anche la Rivelazione, così com’è chiamata ed esclusi alcuni sprazzi di moralità, il più sfacciato insulto al buonsenso comune che sia mai stato inventato per ingannare l’umanità.
Nonostante questo nel 1821 fu costruito un canale nella sua terra e il suo corpo fu esposto dal proprietario fino a quando gli amici e la famiglia di Baskerville decisero di spostarlo nella cripta di Christ Church, a Birmingham. Questa chiesa fu demolita nel 1897 così il suo corpo fu rimosso, insieme agli altri contenuti nella cripta, nelle catacombe consacrate al Warstone Lane Cemetery. Nel 1963 fu presentata una petizione al Consiglio cittadino di Birmingham in cui veniva richiesto che Baskerville potesse essere sepolto di nuovo in un terreno sconsacrato, come era suo desiderio.

## Innovazioni
Baskerville è diventato famoso per la creazione di un nuovo stile di caratteri tipografici. Alcune novità introdotte in questi caratteri è l’ombra all’interno delle lettere che accentua il contrasto fra le parti delle lettere spesse e quelle sottili. In ogni curva la parte più larga dei caratteri è parallela alla linea più spessa della lettera stessa. Inoltre Baskerville ampliò l’apertura dell’occhio della “e” così come quello della “a” oltre a modificare la forma di alcune lettere rispetto ai caratteri precedenti.
Queste innovazioni non si fermano ai soli caratteri romani ma si estendono anche ad una serie di caratteri greci, che lui fuse per la prima volta nel 1763. Li usò in solo due edizioni del Nuovo Testamento, la prima in quarto e in 500 copie e la seconda in ottavo in 2000 copie. Anche in questo caso innovò il lavoro già svolto dai contemporanei: allineò le lettere orizzontalmente, modificò le linee terminali delle lettere e rimosse le legature fra di esse. Questo non può essere ancora considerato moderno come carattere tipografico greco ma essendo “più tipografico” si situa sulla strada della modernità.

## Baskerville nel ventesimo secolo
Nel ventesimo secolo si ebbe un nuovo interesse e apprezzamento per i caratteri di Baskerville. Il suo stile di carattere più importante, Baskerville appunto, è ritenuto il miglior carattere transitorio o un vero e proprio ponte fra i caratteri antichi e moderni. Dagli anni Venti del Novecento molti font sono stati creati basandosi sul suo lavoro (la maggior parte chiamati Baskerville) e sono stati messi in commercio dalla Linotype, Monotype e altre aziende produttrici di caratteri da stampa. Nel 1996 Emigre lanciò un revival popolare di questo carattere tipografico chiamato Mrs Eaves in onore della moglie di Baskerville, Sarah Eaves.

## Baskerville nel ventunesimo secolo
L’interesse per Baskerville accompagnato da quello per la storia e l’evoluzione della stampa portò alla fondazione del Baskerville club nel 1903, un ritrovo di intellettuali che si radunarono fino al 1931 per discutere e studiare la storia dei più importanti tipografi della storia. La scelta del nome ricadde su Baskerville probabilmente per il suo ruolo fondamentale a Cambridge, dove stampò più edizioni del Book of common Prayer e la Bibbia in folio e di cui fu, per molto tempo, il più importante tipografo.
Negli anni Trenta del Novecento fu costruita la casa di Baskerville sul terreno di Easy Hill.
Nel 1947 la radio BBC trasmise un programma radiofonico di Neville Brandon Watts sulla sua sepoltura, intitolato Hic Jacet: or the Corpse in the Crescent. La registrazione originale non si è preservata ma degli studenti ne trassero uno spettacolo alla scuola di recitazione di Birmingham nel 2013 al centro tipografico dell’università di Birmingham.
Nel 1990 l’artista locale David Patten scolpì su pietre Portland alcuni caratteri tipografici di Baskerville che in suo onore sono posti di fronte alla sua casa in Centenary Square, a Birmingham.